# ゴンドワナ大陸

2億年前（三畳紀）の世界図 : ゴンドワナ大陸は南半球を中心に広がっていた。北方はローラシア大陸

ゴンドワナ大陸 （ゴンドワナたいりく、Gondwana）は、プレートテクトニクスにおいて、過去に存在したと考えられている超大陸。名前の由来はインド中央北部の地域名で、サンスクリット語で「ゴンド人の森」を意味する。現在のアフリカ大陸、南アメリカ大陸、インド亜大陸、南極大陸、オーストラリア大陸や、アラビア半島、マダガスカル島を含んだ、巨大な大陸であった。
ゴンドワナ大陸は、今から約2億年ほど前から分裂を始め、中生代白亜紀末（6500万年前）にはアフリカから南米、南極、インド、オーストラリアの各プレートが離れたと考えられている。

## 歴史

### ゴンドワナ大陸の誕生
ゴンドワナ大陸は、約6億年前に、パノティア大陸が分裂して誕生した。北半球の低緯度地域から、南極まで広がっていた。石炭紀に当たる、約3億5000万年前から3億年前には、地球が寒冷化したため南極とその周辺に大規模な氷河が発達した。しかし、それ以外の時期はおおむね暖かかったため、氷河は存在しなかった（逆の言い方をすれば、ゴンドワナ大陸南部が南極にあったことで氷河が発達して寒冷化をより進行させ、後にゴンドワナ大陸が北に移動して南極から離れたことなどもあって氷河が消え、温暖化をより決定づけたとも言える）。

### 超大陸の一部へ
石炭紀の後期には、ゴンドワナ大陸は北上して、赤道付近にあったユーラメリカ大陸と衝突し、パンゲア大陸の一部となった。さらに数千万年後のペルム紀にはパンゲア大陸はシベリア大陸とも衝突し、地球上のほぼ全ての陸地が1つの超大陸となった。

### ゴンドワナ大陸の再成立と分裂
しかし、ジュラ紀中期の1億8000万年前頃になると、パンゲアは再びローラシア大陸とゴンドワナ大陸に分裂した。
さらに、ゴンドワナは現在のアフリカ大陸、南アメリカ大陸などを含む西ゴンドワナ大陸と、南極大陸、インド亜大陸、オーストラリア大陸を含む東ゴンドワナ大陸へと分裂した。
白亜紀に入ると、西ゴンドワナ大陸はアフリカ大陸と南アメリカ大陸に分裂し、その間に大西洋が成立した。また、東ゴンドワナ大陸は、インド亜大陸及びマダガスカル島と、南極大陸及びオーストラリア大陸の2つに分裂した。白亜紀後期には、インド亜大陸とマダガスカル島が分かれ、インド亜大陸はユーラシア大陸に向けて急速に北上を開始した。
恐竜絶滅後、新生代に入ると、南極大陸からオーストラリア大陸が分裂し、北上を始めた。インド亜大陸は北上を続け、およそ4500万年前にユーラシア大陸に衝突し、ヒマラヤ山脈を形成した。その証拠として、ヒマラヤ山脈の山頂付近には、海洋生物の化石が多数発見されている。また、大西洋は広がり続けた。こうして、現在の大陸配置が成立した。

## 生物の分布との関連
古生代ペルム紀の植物であるグロッソプテリスはゴンドワナ大陸に生育していたことで知られ、その化石は南アメリカ、アフリカ、インド、南極、オーストラリアの各地で発見される。また、この地域に分布域を持つ生物をゴンドワナ要素という。たとえば肺魚はアフリカとオーストラリア、それに南アメリカにそれぞれ別属が分布し、典型的なゴンドワナ要素である。この他、植物ではバオバブがアフリカ、マダガスカル、オーストラリアに分布している。このようにゴンドワナ要素は現在の南半球の大陸に隔離分布する。それらは新生代初期までに出現した陸上生物と考えられる。
逆に、ゴンドワナでは見られない生物群も存在する。かつて齧歯類と哺乳類の覇権を争って繁栄していた多丘歯類は2億年前のジュラ紀中期頃に出現しているが南半球で生息した痕跡が見つかっていない。
三畳紀のゴンドワナ大陸では、植物(Dicroidiumなど)、昆虫、四肢動物が共進化していたと考えられている。三畳紀が終わるまでに昆虫（特に甲虫類やゴキブリの仲間）は現代までに繋がるグループの多くが出揃い、虫媒花の原型もここにあると考えられる。四肢動物（特にゴンフォドン類やリンコサウルス類などの植物食動物、肉食性の主竜形類）の進化パターンも、植物や昆虫の進化パターンと類似していた。またディクロイディウム(Dicroidium)などのシダ植物の繁栄は、植物食の昆虫や四肢動物が利用できるニッチを増やし、将来的には中生代での恐竜の繁栄を、ひいては新生代での哺乳類や鳥類や甲虫類の繁栄の下地を作ることになった。

### ゴンドワナ系の生物の例
- ツノガエル類 : マダガスカル島でツノガエル類の一種ベールゼブフォの化石が発見されたことから。
- ピパ類
- カラシン類
- 曲頸亜目（カメ類）
- 平胸類（別称：走鳥類）
- アベリサウルス類
- アロワナ亜科
- ナンキョクブナ科
- パイナップル科
- シキミモドキ科